# Castello di Rocca Priora
Il castello di Rocca Priora è un complesso che sorge sulla sinistra della foce del fiume Esino, nel comune di Falconara Marittima, in provincia di Ancona, nelle Marche.
Eretto a partire dal XII secolo, venne trasformato in dimora signorile del XVIII secolo.

## Storia e descrizione

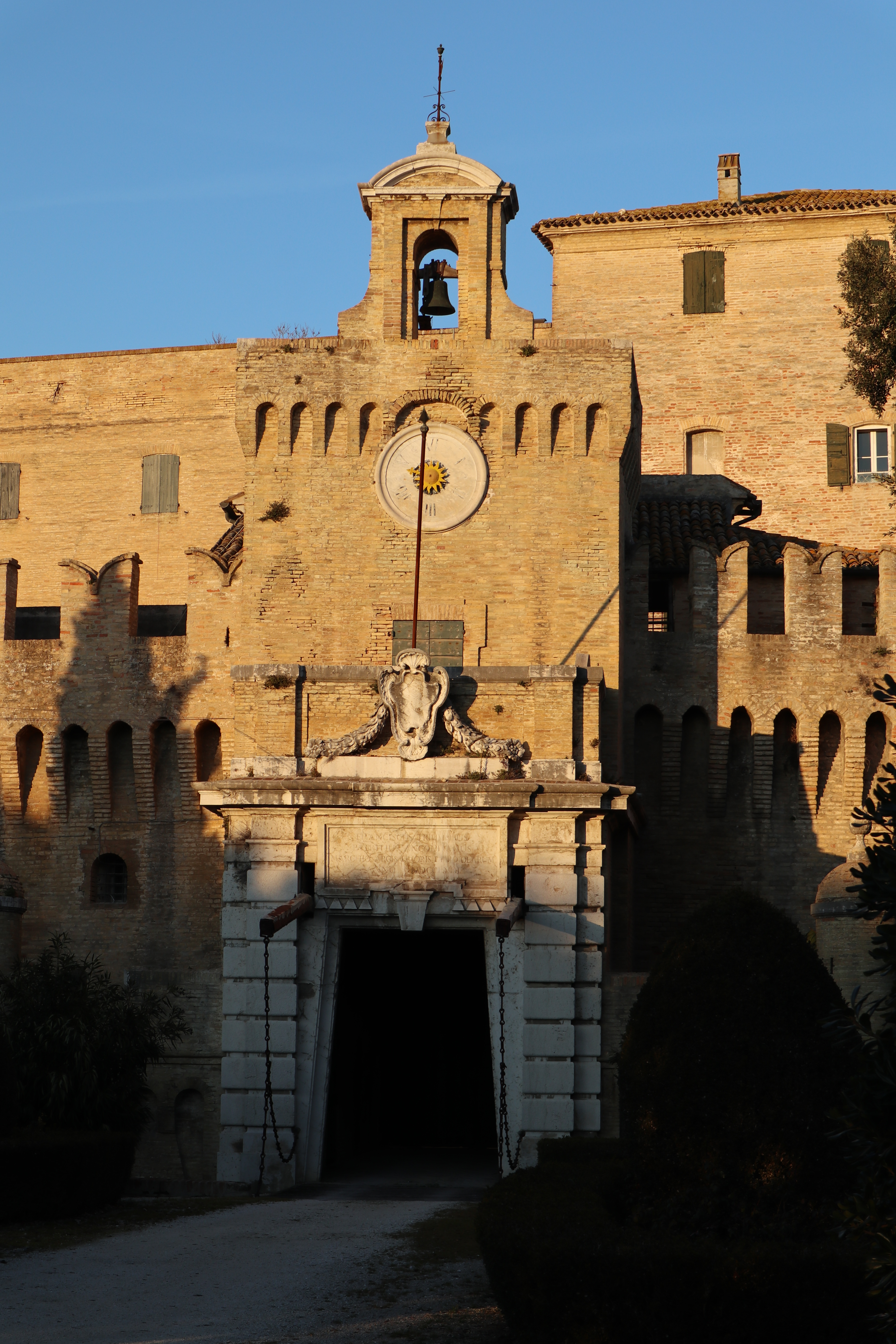
Il portale d'ingresso d'ispirazione vanvitelliana.

Su questo luogo, sulla riva sinistra del fiume Esino, e all’incrocio della Strada Clementina con la variante della Via Flaminia, sembra sorgesse già un'antica torre di vedetta che sorvegliava la costa. 
Il 26 dicembre 1194 nacque a Jesi l'imperatore Federico II di Svevia. Questo fatto diede forte impulso alla città per la partenza della conquista del suo Contado tanto che lo stesso anno gli jesini eressero la cosiddetta Rocca di Fiumesino atta a marcare il territorio e a proteggerlo dalle minacce espansionistiche degli Anconetani.
Tale area divenne presto teatro delle drammatiche lotte di confine tra Jesi e Ancona. Infatti se per la prima costituiva un controllo sul fiume, allora navigabile, e uno sbocco al mare; per la seconda era un baluardo indispensabile per la salvaguardia del confine settentrionale.
Le contese durarono per secoli, ma intorno al 1356, la disputa si risolse a favore dei Dorici e la Rocca entrò a far parte dei castelli di Ancona e inserita nel sistema difensivo dello “scacchiere fortificato” insieme al castello del Cassero, quello di Offagna e alla torre di Monte D’Ago, i quali comunicavano tra di loro attraverso un ordinato sistema di collegamento ottico.
Nel 1382 Luigi I d'Angiò, durante la sua lotta di conquista dell'Italia, cercava di sconfiggere la città dorica. A questo scopo, con le sue truppe e con Pietro Conte di Ginevra, fratello dell’antipapa Clemente VII, prese possesso della rocca. Il forte subì gravi danni e fu ricostruito solo alcuni anni dopo per volere del Consiglio degli Anziani di Ancona, che nominarono castellano Balligano di Filippuzio.
Tuttavia, anche se affievolite, le dispute tra Ancona e Jesi non terminavano. L’intervento di Papa Leone X, nel 1516, assegnò definitivamente la Rocca al comune di Ancona.
Nel Seicento la Rocca era una parte importante della difesa di Ancona, sede di una guarnigione militare con compiti di vigilanza contro gli attacchi di Venezia e dei pirati turchi.
Nel 1755 il Comune di Ancona, per dare uno slancio all'economia locale, cedette in affitto, con un'asta pubblica, la Rocca e le terre di Fiumesino a Francesco Trionfi (1706-1772), ricco mercante di Ancona. Quest'ultimo fece forti investimenti in bonifiche, piantagioni, bestiame ma anche sui fabbricati. Alla stessa Rocca, che prende allora il nome di Rocca Priora, venne apportato un notevole arricchimento architettonico: fu realizzata una chiesetta dedicata alla Natività della Vergine Maria, modificato l’ingresso principale con decori in pietra ispirato ai portali vanvitelliani del Lazzaretto di Ancona; e ristrutturati gli interni destinandoli ad uso abitativo. L'antica fortezza medievale diviene ora una villa padronale al centro di una vasta tenuta agricola.

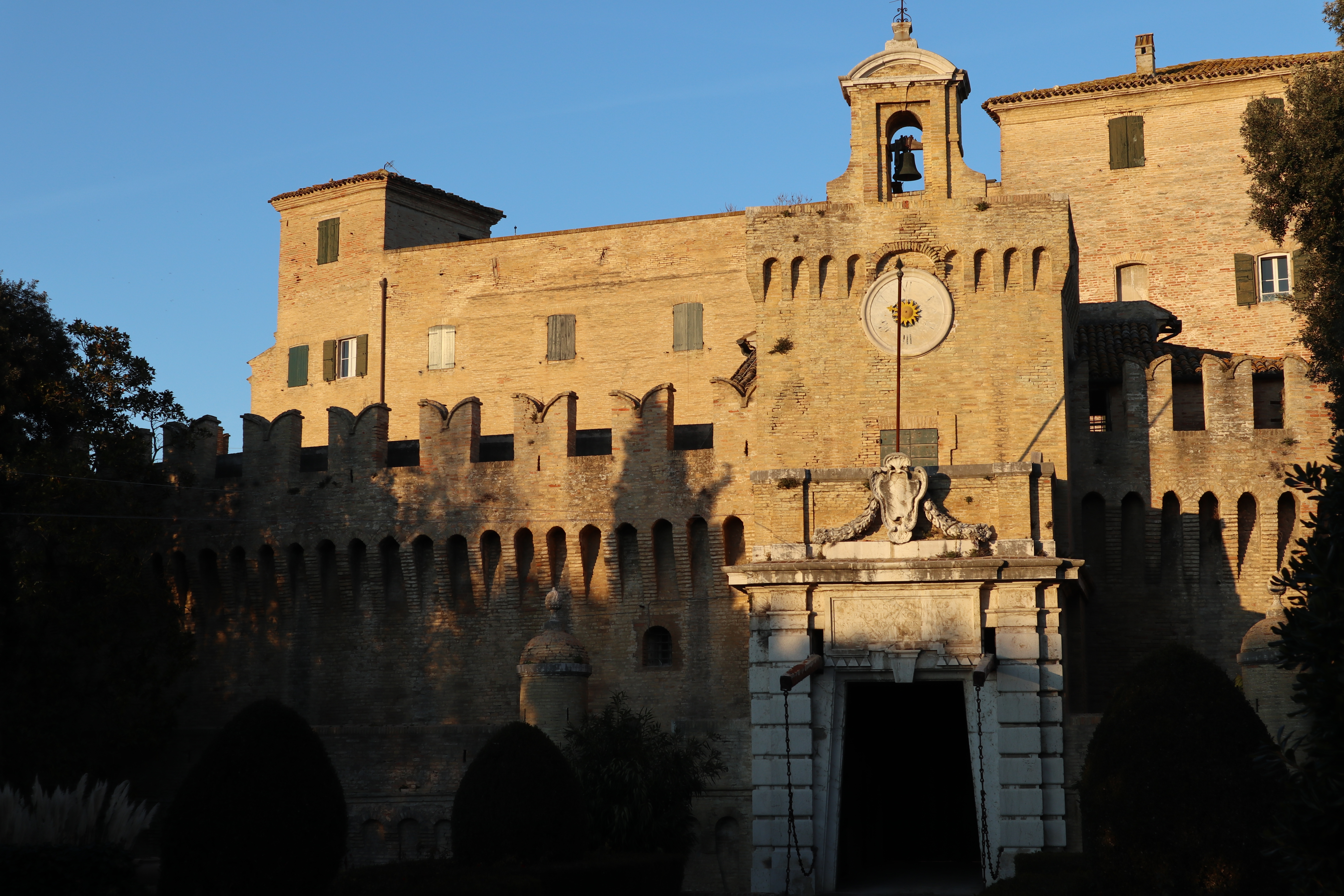
Particolare con le merlature.

Nel 1757 Francesco Trionfi, precedentemente patrizio di Ancona, riceve dal papa Benedetto XIV il titolo di marchese di Rocca Priora, trasmissibile agli eredi in linea maschile. Alla morte di Trionfi, il patrimonio familiare era molto elevato, ma la mal gestione da parte dei figli Luigi e Bonizio sperpera tutto il capitale, tanto che l'intera proprietà venne acquisita nel 1826 dalla Camera apostolica a causa dell'impossibilità, per Bonizio Trionfi, di pagare i canoni e le tasse arretrate richieste dal Governo Pontificio.
La tenuta passò poi al marchese Brancadoro e dopo la sua morte nel 1846, ai suoi nipoti. In seguito divennero proprietari prima i marchesi Antici, poi i Cenci Bolognetti (principi di Vicovaro).
Nel 1927 tenuta e castello (ormai diroccato) furono acquistati da Alfredo Baldoni, originario di San Ginesio, che rappresenta il capostipite della “dinastia” degli attuali proprietari.

## Descrizione

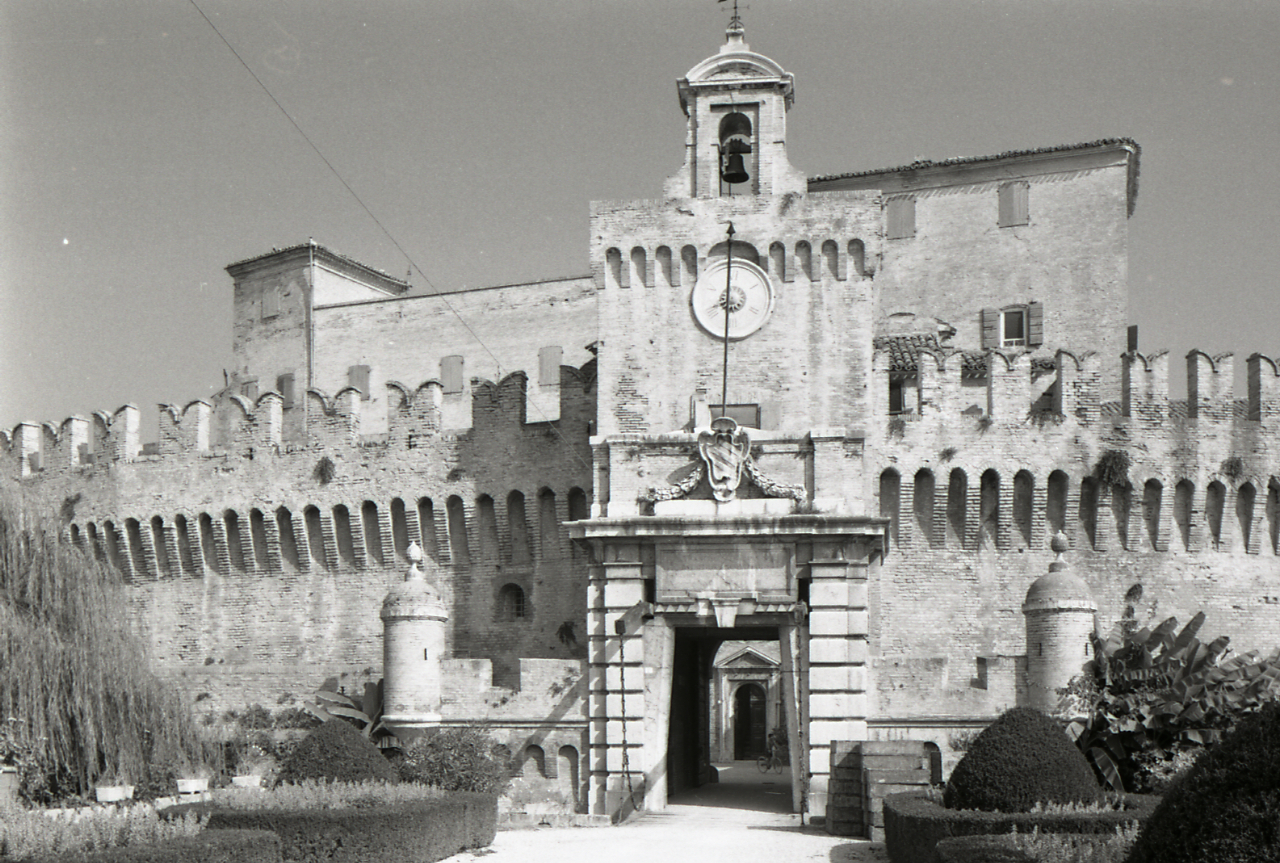
Rocca Priora in una foto di Paolo Monti del 1969.

Pur essendo stata molto modificata nei secoli, soprattutto nel XVIII secolo quando da fortilizio divenne dimora padronale, il complesso presenta ancora le strutture medievali.
La pianta è di forma ellittica, delimitata da alte mura con tre torri allineate e circondata da un fossato. Una quarta torretta venne aggiunta sull'ingresso nel XVIII secolo quando questo venne rimaneggiato.
Sono ancora visibili le tre torri allineate del possente lato di nord-est. Le merlature ghibelline, che una volta coronavano tutte le mura e le torri, oggi restano visibili solo nel lato occidentale, quello d'entrata. Le altre andarono perdute in seguito ai riadattamenti abitativi, che prevedevano l’innalzamento di alcuni piani e la realizzazione di tetti.

## Curiosità
Personaggi illustri vi furono ospitati: il re di Napoli Gioacchino Murat e Pasquale Andreoli.
Murat vi soggiornò il 29 aprile del 1815, alcuni giorni prima della Battaglia di Tolentino, da molti ritenuto la prima battaglia del Risorgimento Italiano.
Andreoli, vi nacque il 22 novembre 1771 e divenne celebre per le sue imprese aeree. Fu infatti uno dei primi aeronauti della storia. Tra le sue imprese fu memorabile quella del 22 agosto del 1808 a Padova quando insieme allo scienziato Carlo Brioschi, compiva con il suo pallone aerostatico il primo volo in Italia a scopo esclusivamente scientifico e raggiunse la quota di quasi 8.300 metri che rimase il record di altitudine per palloni ad aria calda fino ad una trentina di anni fa.